# Literaire canon

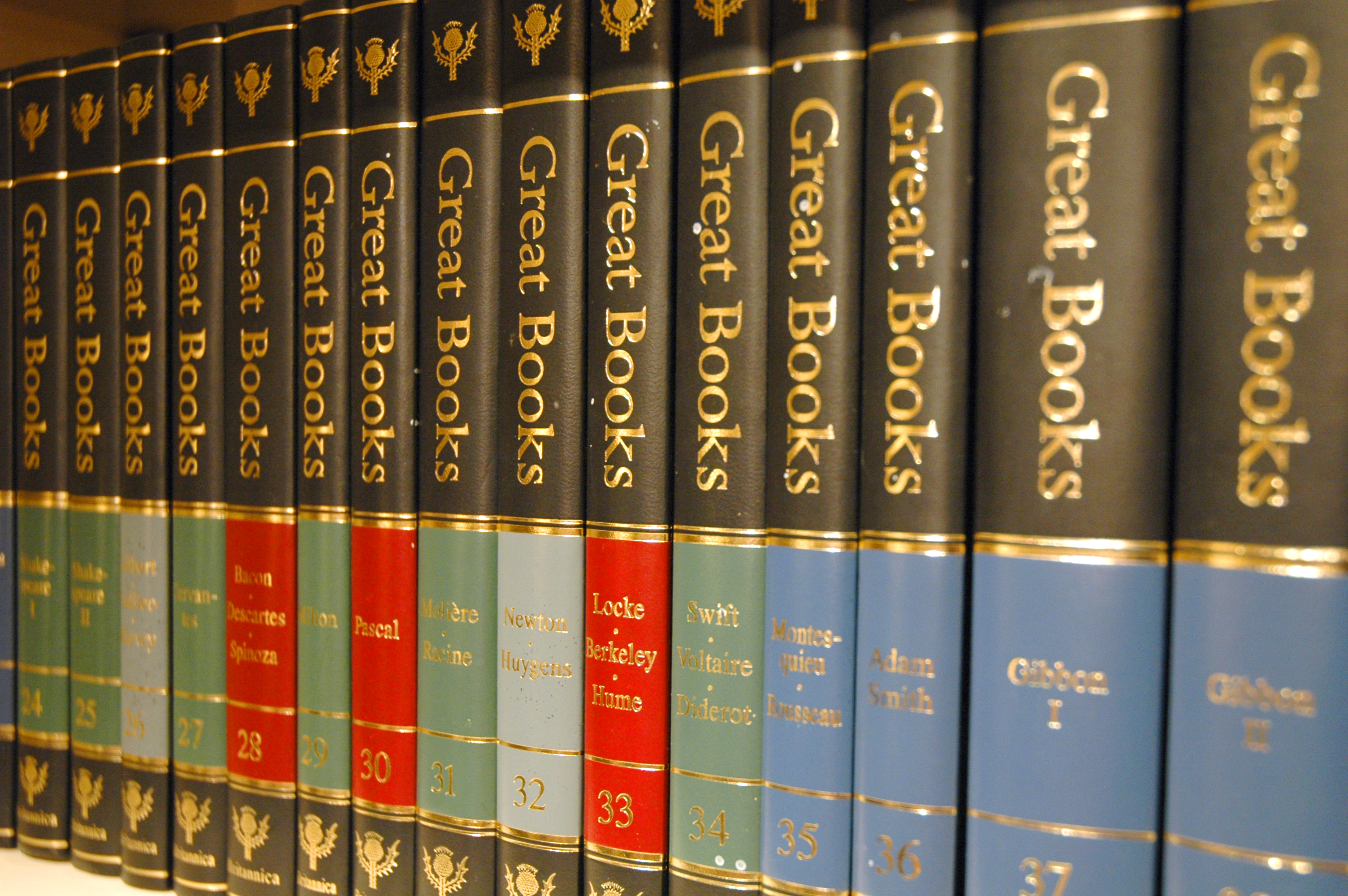
The Great Books of the Western World

Een literaire canon is in het algemeen een lijst boeken die voor een gegeven taal als klassiek en cultureel belangrijk voor dat taalgebied gezien worden. De meningen over de noodzaak van zulke lijst is heel controversieel en de discussie vindt gewoonlijk plaats binnen het onderwijs waarvoor zulke canon eventueel belangrijk zou kunnen zijn.
Het verschijnsel literaire canon maakt deel uit van de literaire traditie.

## Oorsprong
In de literaire betekenis is het woord canon voor het eerst gebruikt in 1768 door David Ruhnken in diens inleiding op een uitgave van Publius Rutilius Lupus. Daarmee verschoof hij – voortgaand op zijn interpretatie van de Tien Attische redenaars – de gewone betekenis van 'norm' naar 'selectie van auteurs'.

## Definitie
Elk jaar verschijnen er alleen al op de Nederlandstalige markt honderden nieuwe boeken en komen er nieuwe auteurs voor het voetlicht. Niet elke auteur en elk werk heeft echter een even grote invloed uitgeoefend op de wegen die in de literatuur bewandeld zijn, en dat bepaalt mee de keuze van de auteurs die in de bekende literatuurgeschiedenissen uit bijvoorbeeld het Nederlandse taalgebied worden opgenomen. Die keuze betekent een selectie, gebaseerd op criteria die van tijd tot tijd en van persoon tot persoon kunnen veranderen. Wat vandaag als grote literatuur wordt geroemd kan binnen vijftig jaar uit de literaire canon zijn verdwenen. Literatuuropvattingen zijn immers aan 'mode' onderhevig, en wat in de tijd van de rederijkers als grote kunst of grote literatuur gold, wordt vandaag misschien als rijmelarij afgedaan. In de praktijk worden teksten "literair" genoemd omdat ze door gezaghebbende literaire wetenschappers van hogere waarde worden geacht dan andere teksten. Het is met andere woorden geen waardevrije term, maar eerder subjectief en evoluerend met de tijd. Degenen die beslissen of een tekst literatuur is en wat dus tot de literaire canon van een taal mag worden gerekend, zijn critici, uitgevers en andere literatoren die samen het tijdelijke beeld over literatuur bepalen. Door de beperkte houdbaarheid van literaire opvattingen krijgen bloemlezingen in verschillende perioden dan ook soms een heel andere nadruk en inhoud.

## Westerse literaire canon
The Great Books of the Western World is een poging om de westerse literaire canon in een 60-delig pakket te presenteren. Het betreft een oorspronkelijk in 1952 in Amerika uitgegeven reeks boeken van Encyclopædia Britannica Inc. en is op deze markt dus vrij toonaangevend. De lijst met Great Books wordt onderhouden door The Great Books Foundation, en maakt deel uit van het Great Books curriculum.

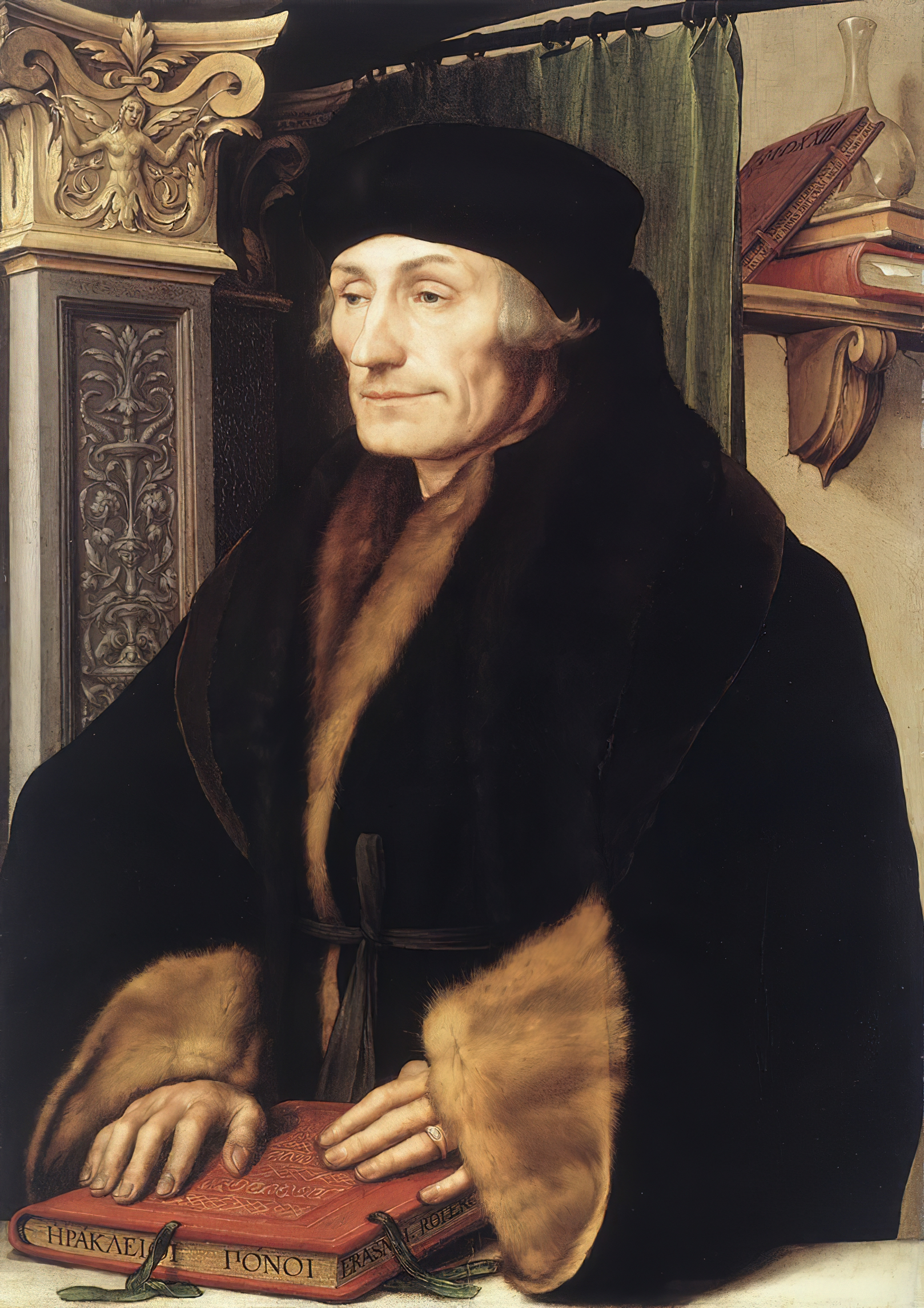
Erasmus
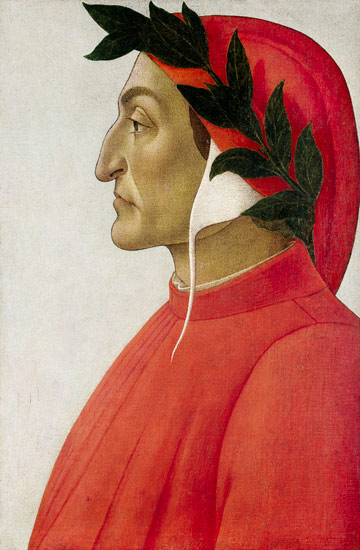
Dante
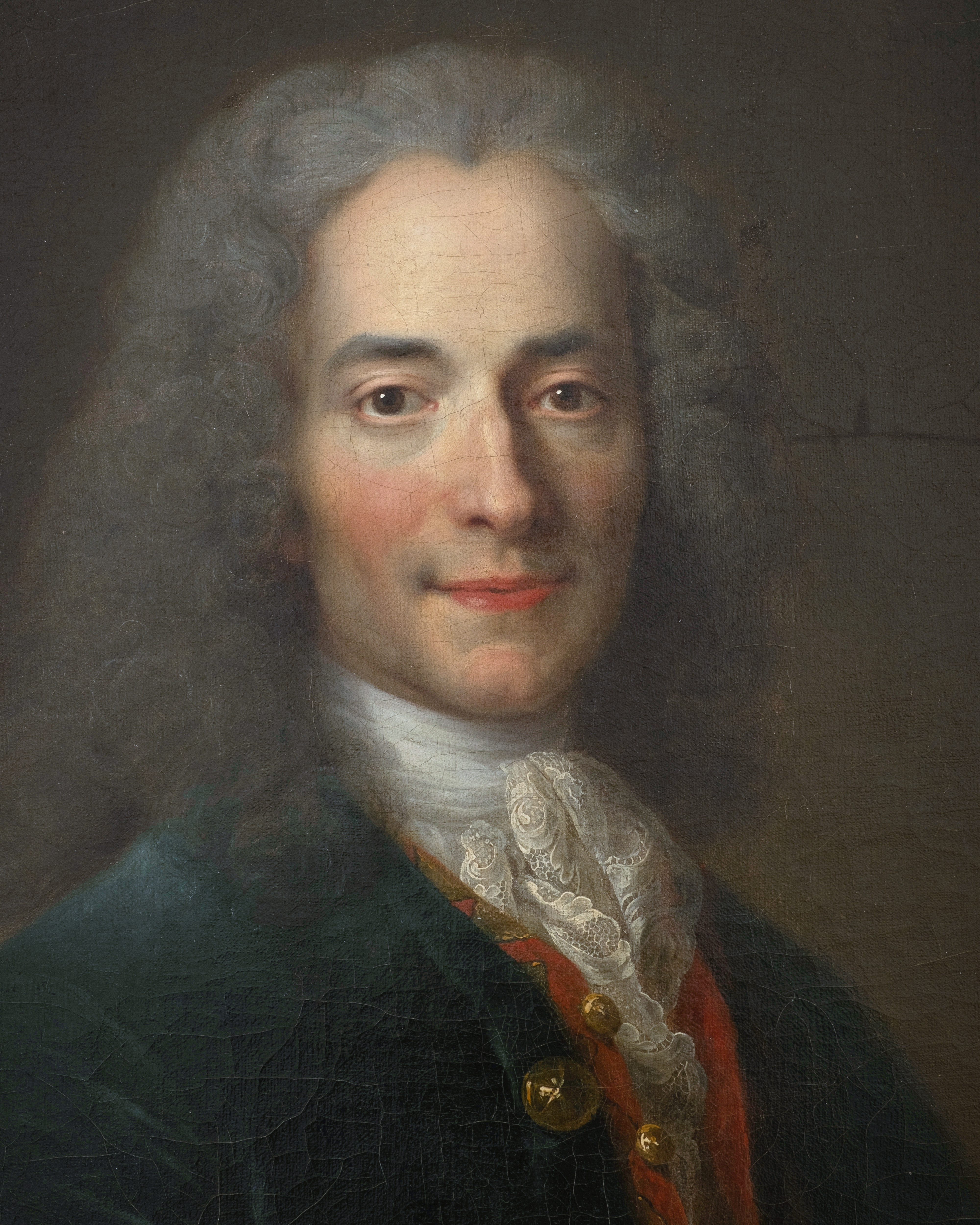
Voltaire
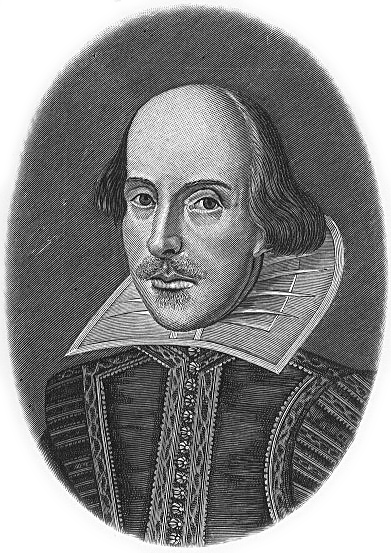
Shakespeare
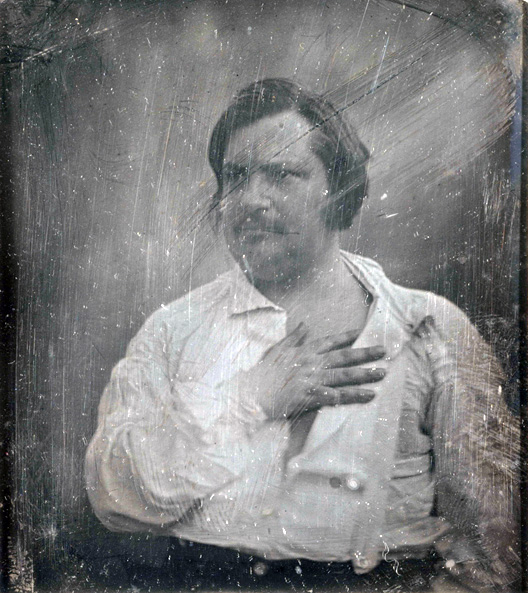
Balzac
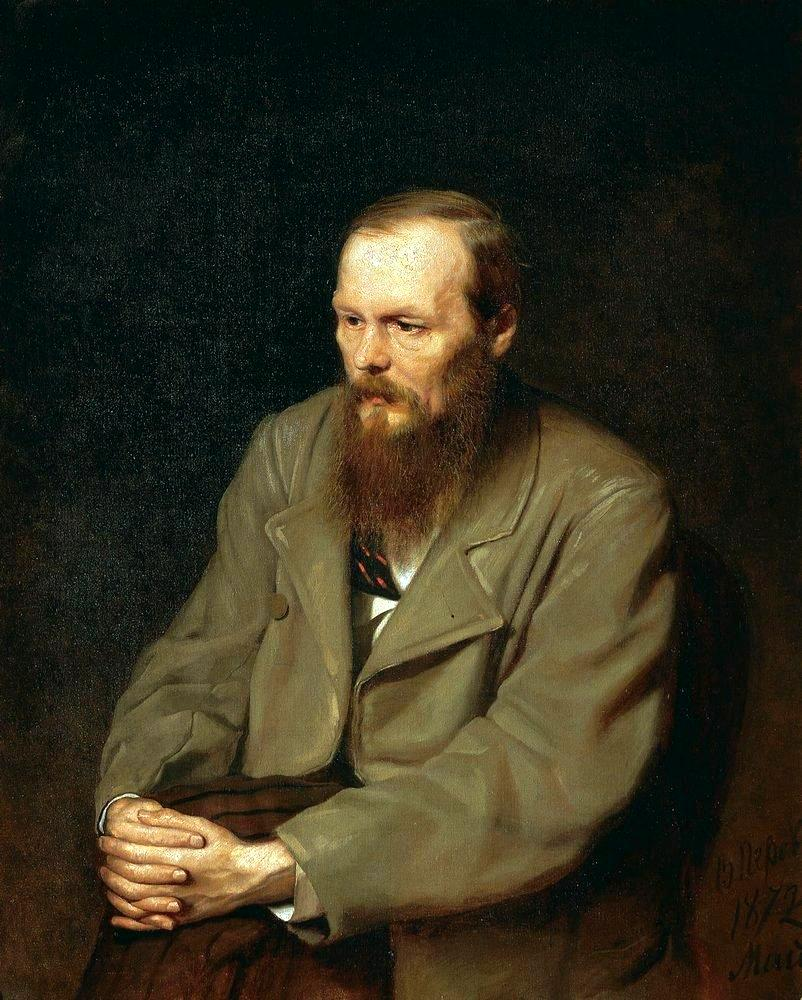
Dostojevski
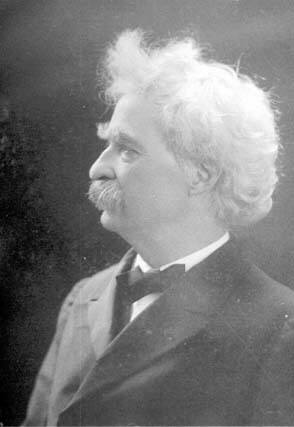
Mark Twain

Het project werd opgestart aan de universiteit van Chicago. Robert Hutchins ontwikkelde in samenwerking met Mortimer Adler een cursus die speciaal gericht was op zakenmensen die de leemten in hun ontwikkeling wilden opvullen. Het doel was om het publiek kennis te laten maken met de 'Grote Boeken' en ideeën van de laatste drie millennia. Oorspronkelijk gepubliceerd in 54 delen ('volumes'), omvatten de boeken van de westerse wereld allerlei categorieën, waaronder fictie, geschiedenis, poëzie, natuurwetenschappen, wiskunde, filosofie, drama, politiek, religie, economie en ethiek. De topics werden gegroepeerd in 102 hoofdstukken met telkens een door Adler geschreven) inleiding.
De eerste twee delen (The Syntopicon) vormen een soort gids, een startpunt voor je onderzoek van bepaalde ideeën en auteurs, met allerlei dwarsverbanden.
Deel 3 start met de Ilias en de Odyssee van Homerus, dan volgen uit de Oud-Griekse auteurs Aeschylus, Sophocles, Euripides en Aristophanes, Herodotus, Thucydides, Plato, Aristoteles, Hippocrates, Galenus, Euclides, Archimedes.
Vanaf deel 11 worden deze auteurs behandeld: Lucretius, Epictetus, Marcus Aurelius, Plotinus, Virgilius, Plutarchus en Tacitus.
Vervolgens Ptolemaeus, Copernicus en Kepler, Augustinus, Thomas van Aquino (deel 17 en 18), Dante, Chaucer, Calvijn, Machiavelli, Thomas Hobbes, Rabelais, Erasmus, Montaigne, Shakespeare (deel 24, 25, 26), Gilbert, Galileo, William Harvey, Miguel de Cervantes, Francis Bacon, Descartes, Spinoza, John Milton, Blaise Pascal, Molière, Newton, Huygens, John Locke, George Berkeley, David Hume, Jonathan Swift, Voltaire, Diderot, Montesquieu, Rousseau, Adam Smith, Gibbon (deel 38 en 39), Kant, American State Papers, Alexander Hamilton, James Madison, John Jay, John Stuart Mill, James Boswell, Antoine Laurent Lavoisier, Michael Faraday, Hegel, Kierkegaard, Nietzsche, Alexis de Tocqueville, Goethe, Honoré de Balzac, Jane Austen, George Eliot, Charles Dickens, Herman Melville, Mark Twain, Charles Darwin, Karl Marx en Friedrich Engels, Tolstoj, Dostojevski, Ibsen, William James, Sigmund Freud.
Daarna volgen nog deel 55 tot en met 60 over specifieke thema's zoals 20ste-eeuwse filosofie en religie (20th century Philosophy and Religion).

## Canon van de Nederlandse letterkunde
Door middel van een enquête heeft de Digitale Bibliotheek voor de Nederlandse Letteren (DBNL) in 2002 gepeild naar opvattingen van lezers over de samenstelling van een nieuwe canon van de Nederlandse letterkunde. Deelnemers aan de enquête waren de leden van de Maatschappij der Nederlandse Letterkunde: een grote en representatieve groep literatuurwetenschappers, historici, schrijvers, uitgevers en publicisten van wie verwacht mag worden dat zij in staat zijn het gehele terrein van de Nederlandse literatuur te overzien.

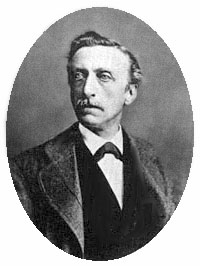
Multatuli
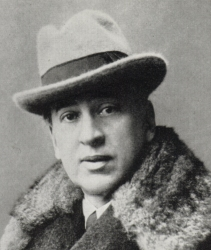
Louis Couperus
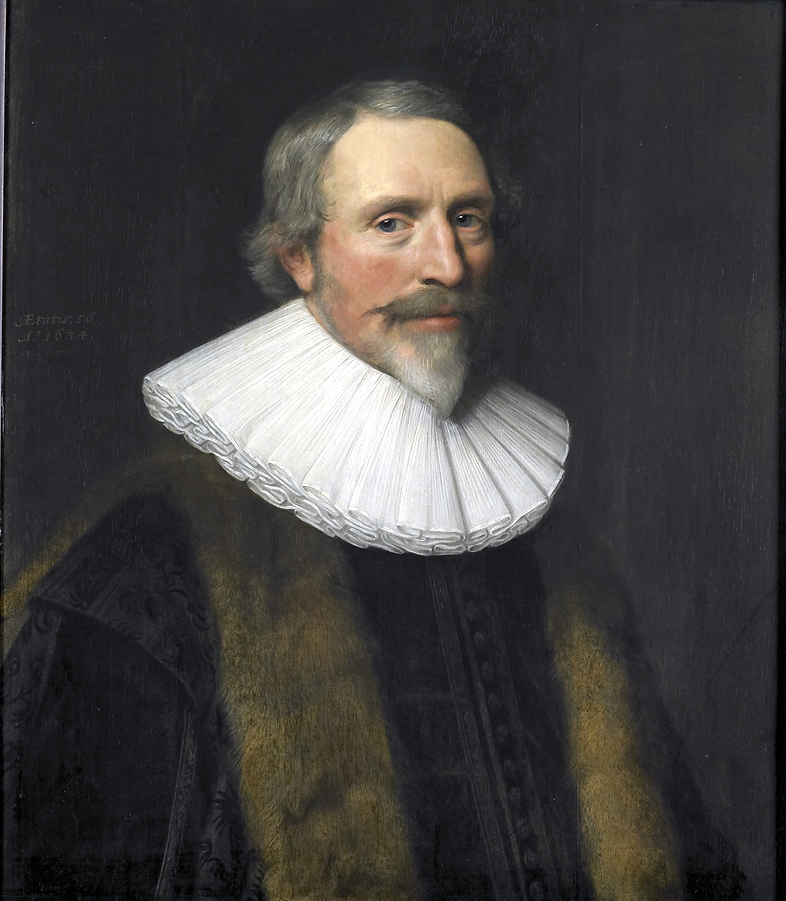
Jacob Cats
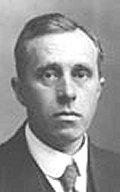
Johan Huizinga
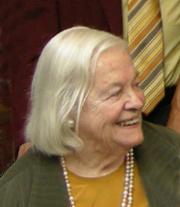
Hella Haasse
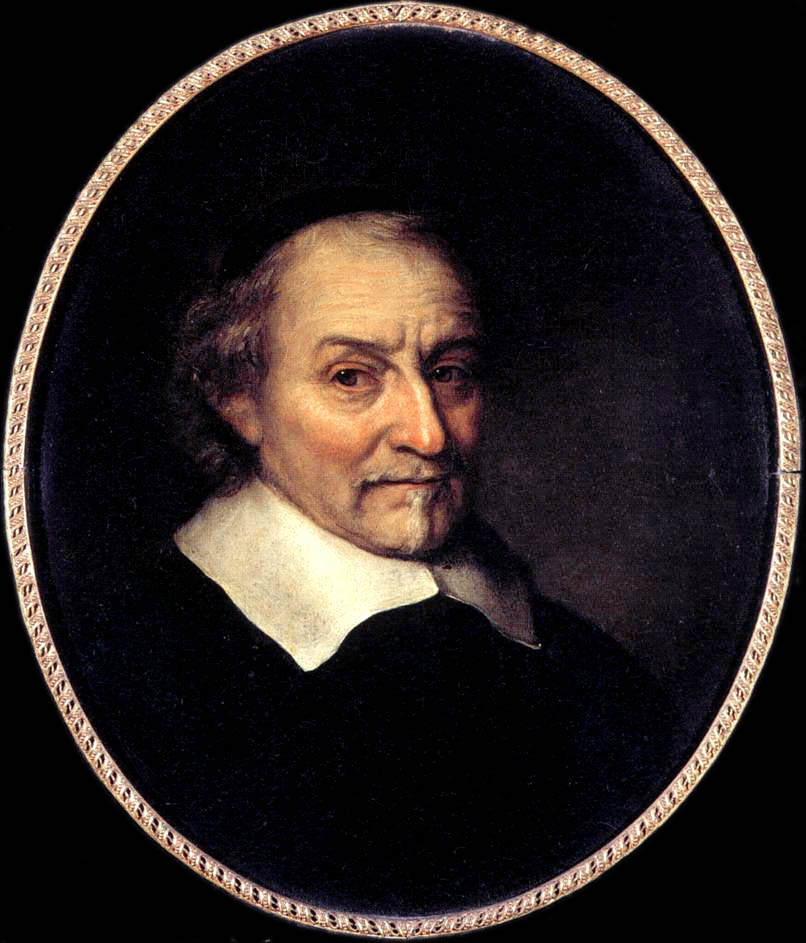
Joost van den Vondel

## Anthologieën
Een andere benadering om teksten die geacht worden te behoren tot het cultureel erfgoed als een soort canon te presenteren, zijn anthologieën, ook bloemlezingen genoemd. Ze zijn in de eerste plaats bedoeld voor het onderwijs, maar worden ook door veel literatuurliefhebbers gewaardeerd, omdat ze op een compacte wijze een overzicht bieden van belangrijke teksten en auteurs. Vaak zijn zij uitvoerig geannoteerd en bevatten vragenlijsten of suggesties voor debat die aanzetten om de tekst diepgaander te analyseren.
- Een bekend voorbeeld van een dergelijke anthologie is The Norton Anthology of World Masterpieces, uitgegeven in één of twee delen. Deze anthologie behandelt teksten en auteurs uit de wereldliteratuur, ongeacht de taal, waarbij alle teksten zo nodig naar het Engels vertaald zijn. De zesde editie uit 1992 is chronologisch opgezet en begint met het verhaal van Gilgamesh (3e millennium v.Chr.) en sluit in deel twee af met Albert Camus (20e eeuw).